# Книги в червоній палітурці
«Книги в червоній палітурці»  , «Книжки в обкладинках червоних» (рос. Книги в красном переплёте) — вірш М. Цвєтаєвої з її дебютної збірки «Вечірній альбом» 1910 року, написаної у формі щоденника.

## Історія створення
Вірш входить у цикл «Дитинство» і є  автобіографічним твором — спогадом 18-річної авторки про власне дитинство, нерозривно пов'язане з відкриттям чудового світу книжок, пристрасть до яких  була результатом сімейного виховання і передалась  від матері  дітям:
|                                                | «Вона відкрила їм очі на вічне диво природи, яке ніколи не зраджує людину, подарувала їм чимало радощів дитинства, чари сімейних свят, різдвяних ялинок, дала їм у руки найкращі у світі книжки - ті, що прочитуються вперше; біля неї завжди було вільно розуму, серцю,уяві". |
| — зі спогадів доньки М.Цвєтаєвої Аріадни Ефрон | |

Світ книжок у поезії є символом родинного затишку і дитинства, а книжкові герої для поетеси не тільки вигадані персонажі, а й цілком реальні особи, до яких можна звертатися, як до рівних, за яких можна хвилюватися і переживати, як це робить лірична героїня твору, залюблена у пригоди героїв Марка Твена . Книжки дитинства для Цвєтаєвої -— «незрадливі любі друзі …в старій червоній палітурці», а  книжкові персонажі— «золоті імена»,  з якими можна іти у доросле життя. 
Особливості  композиції та стилістики твору
За формою  це поетична замальовка дитячих і юнацьких переживань авторки. Сюжетом поезії є події внутрішнього життя юної героїні, плин її думок, образів і відчуттів  у переплетінні з  напруженими сюжетними епізодами романів Марка Твена "Пригоди Тома Соєра", "Пригоди Геккельбері Фіна", та "Принц та жебрак".
Для того, щоб передати хвилювання юної героїні,  Цвєтаєва використовує незвичайний  синтаксис речень - простий, але різноманітний і напружений:  оклики, запитання,незавершені речення, вставні конструкції і тире . 
Психологічною кульмінацією вірша   є  риторичне запитання: «О, чом би між червоних книг / Під лампою знов не заснути?», в якому  звучить ціла гама почуттів: любов до читання, і туга за щасливим , затишним дитинством, і  печаль  від неможливості повернення в минуле.
У вірші Цвєтаєва згадує і улюблених композиторів: Гріга, Шумана, Кюї, кожен із яких у своїй музичній творчості звертався до казкових сюжетів і фольклорних образів.Настрій твору— світлий і радісний, з нотками ностальгічного смутку за дитинством, що минає, з його незмінними супутниками— книжками улюблених письменників і літературними героями.

### Українські переклади поезії
| Оригінал М.Цвєтаєвої | Переклад Ігоря Папуші | Переклад Валерії Богуславської                                                                                                  | Переклад Богдана Сторохи |
| --- | --- | --- | --- |
| Из рая детского житья Вы мне привет прощальный шлёте, Неизменившие друзья В потёртом, красном переплёте.                     | З раю моїх дитячих літ Ви, незрадливі любі друзі, Шлете мені палкий привіт В старій червоній палітурці.                  | З дитячих раювань моїх Розраду несете мені ви, Червоні палітурки книг, Мої ви друзі незрадливі.                                 | Із раю, де я ще дитя. Мені шлете свої привіти, Одвічні друзі на життя, В червону палітурку вшиті.                           |
| Чуть лёгкий выучен урок, Бегу тотчас же к вам бывало. — «Уж поздно!» — «Мама, десять строк!»… Но к счастью мама забывала.    | Що тільки вивчу я урок Відразу йду до вас бувало. — Вже пізно! — мамо, лиш рядок!... Та мати завше забувала.             | Урок ледь вивчу — й навтьоки До вас: усе, здавалось, мало. — Вже пізно! — Мамо, три рядки!.. На щастя, мама забувала.           | Лишень я вивчу свій урок. Тоді, бува, до вас біжу я. — Вже пізно! — Мамо, ще рядок!.. Вона ж, на щастя, не слідкує.         |
| Дрожат на люстрах огоньки… Как хорошо за книгой дома! Под Грига, Шумана и Кюи Я узнавала судьбы Тома.                        | На лампі мерехтять вогні… Як гарно з книгою у хаті! Під Гріга, Шумана, Кюї Про долю Тома запізнати.                      | Від люстри вогники тремкі. Як з книжкою чудово вдома! Під Ґріґа, Шумана, Кюї Я проживала долю Тома.                             | У люстрі вогник миготить... Із книгою так добре вдома! Під Гріга, Шумана, Кюї Я пізнавала долю Тома.                        |
| Темнеет… В воздухе свежо… Том в счастье с Бэкки полон веры. Вот с факелом Индеец Джо Блуждает в сумраке пещеры…              | Вже смеркло, холод у вікно… Том з Беккі з вірою чекають. І смолоскип індійця Джо У сутінках печер блукає.                | Смеркає. Крізь духмяність лип Щасливий з Беккі Том. Знічев'я. Джо-індіанець смолоскип Узяв і никає в печері.                    | Вечірня сутінь, свіжість, щем... Том разом з Беккі щиро вірить. Ось Індіанець Джо з вогнем В печері темній зло сновидить... |
| Кладбище… Вещий крик совы… (Мне страшно!) Вот летит чрез кочки Приёмыш чопорной вдовы, Как Диоген живущий в бочке.           | На цвинтарі десь крик сови… (Боюсь!) Біжить — крізь темінь стежка Хлопчина, прийма у вдови, Як Діоген, що в бочці мешка. | От цвинтар. Віщий крик сови. (Вжахнусь!) Не винний у крадіжці, Гек, що не втримавсь у вдови, Як Діоген, що жив у діжці.         | І цвинтар... Віщий гук сови... (Як страшно!) Мчить через купини Приймак бундючної вдови, Як Діоген, схиливши спину.         |
| Светлее солнца тронный зал, Над стройным мальчиком — корона… Вдруг — нищий! Боже! Он сказал: «Позвольте, я наследник трона!» | Сіяє в залі трону лак Над юнаком – корона вежить Раптом (О Господи!) — жебрак, Ще й мовить: Трон мені належить!»         | Світліш од сонця тронний зал, Над хлопчаком струнким — корона. Жебрак, що раптом проказав: — Даруйте, спадкоємець трону — це я. | Ясний, як сонце, тронний зал, Над хлопчиком струнким корона... О Боже! Злидар!.. Він сказав: «Я нині спадкоємець трону!»    |
| Ушёл во тьму, кто в ней возник. Британии печальны судьбы… — О, почему средь красных книг Опять за лампой не уснуть бы?       | Та кожен знову в пітьмі зник. Британії судьба — страждати… —Та чом би серед любих книг Знов з лампою не задрімати?       | В пітьмі — він і двійник. Британію стрясають смути. — О, чом би між червоних книг Під лампою знов не заснути?                   | Хто з темряви той в ній і зник. Британії печальні долі... — Чому ж серед червоних книг Заснути знов не маю волі?            |
| О золотые времена, Где взор смелей и сердце чище! О золотые имена: Гекк Финн, Том Сойер, Принц и Нищий!                      | О золоті мої часи, Палає серце на папері! Та й імені ці золоті: Жебрак, принц, Том і Геккельбері!                        | Легенди золотих часів. Відвага — з чистою красою! О, золотих імен засів: Принц і жебрак, Гек Фінн, Том Сойєр!                   | О золота ця сторона, Де погляд вільний, в серці вирій! О золоті ці імена: Гек Фінн. Том Сойєр, Принц і Злидар!              |